# Eparchia di Urjupinsk

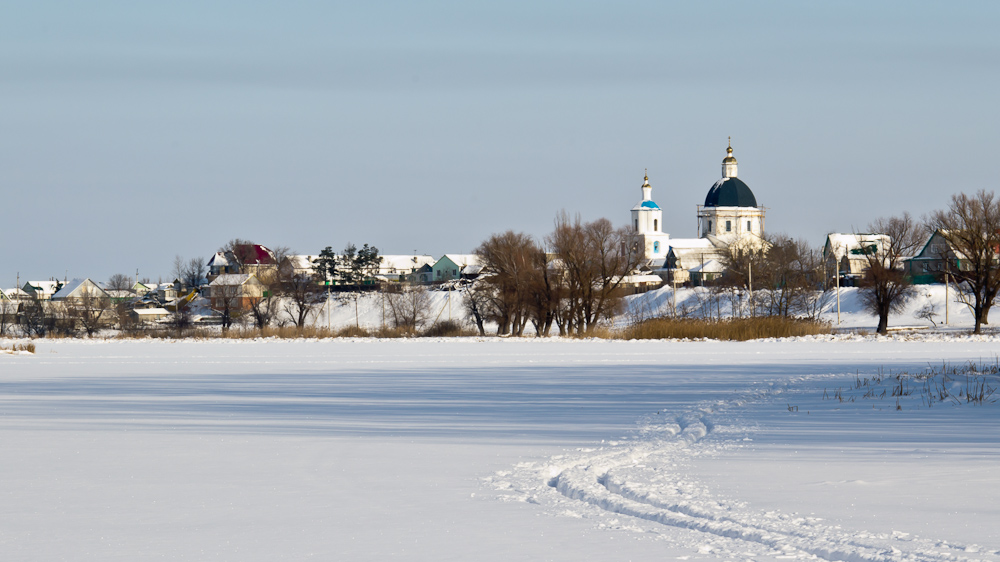
Vista sulla cattedrale dell'Intercessione di Urjupinsk.

L'eparchia di Urjupinsk (in russo Урюпинская епархия?) è una diocesi della Chiesa ortodossa russa, appartenente alla metropolia di Volgograd.

## Territorio
L'eparchia comprende le città di Michajlovka, Urjupinsk e Frolovo, e 15 rajon dell'oblast' di Volgograd.
Sede eparchiale è la città di Urjupinsk, dove si trova la cattedrale dell'Intercessione.
L'eparca ha il titolo ufficiale di «eparca di Urjupinsk e Novoanninskij».

## Storia
L'eparchia è stata eretta dal Santo Sinodo della Chiesa ortodossa russa il 15 marzo 2012, ricavandone il territorio dall'eparchia di Volgograd.